# Lunino
Lunino (in russo Лунино?) è un insediamento di tipo urbano della Russia europea centrale, situato nell'oblast' di Penza; è il centro amministrativo del distretto Luninskij.
Si trova sul fiume Šukša (affluente della Sura), 45 km a nord-est di Penza.